# Pat Garrett & Billy the Kid (음반)
| 전문가 평가                   | 전문가 평가 |
| 평가 점수                     | 평가 점수   |
| 출처                          | 점수        |
| ----------------------------- | ----------- |
| AllMusic                      | [ 1 ]       |
| Christgau's Record Guide      | C+          |
| Entertainment Weekly          | C+          |
| MusicHound Rock               | 1/5         |
| The Rolling Stone Album Guide | [ 5 ]       |

《Pat Garrett & Billy the Kid》는 미국의 싱어송라이터 밥 딜런의 열두 번째 스튜디오 음반이자 첫 사운드트랙 음반으로, 1973년 7월 13일 컬럼비아 레코드에서 샘 페킨파 영화 《관계의 종말》을 위해 발매했다. 딜런 자신은 이 영화에 "엘리아스"라는 캐릭터로 출연했다. 사운드트랙은 주로 기악곡으로 구성되며 영화 자체에서 영감을 얻었으며, 트랜서틀랜틱 톱 20 히트가 된 〈Knockin' on Heaven's Door〉가 수록되었다. 미국 음반 산업 협회에 의해 공인된 골드, 《Pat Garrett & Billy the Kid》는 미국 16위와 영국 29위에 올랐다.

## 《관계의 종말》의 촬영
《관계의 종말》 대본 작가 루디 워리처는 딜런의 이전 지인이며, 이 영화를 위해 몇 곡의 노래를 제공해 달라고 부탁했다. 딜런은 페킨파 감독을 위해 "빌리"를 연기했는데, 페킨파 감독은 딜런의 연기가 매우 감동적이라는 것을 알게 되었고, 딜런에게 즉석에서 연기 파트를 제안하였다. 그가 결국 얻게 된 역할은 "엘리아스"라는 캐릭터였다. 1972년 11월 딜런과 그의 가족은 촬영이 진행된 멕시코 두랑고주로 이주했다. 촬영은 1972년 말부터 1973년 초까지 계속되었다.

## 녹음
딜런의 《관계의 종말》 사운드트랙의 첫 번째 세션은 1973년 1월 20일 멕시코시티의 CBS 디스코스 스튜디오에서 열렸다. 그 날 음반에 수록된 곡은 〈Billy 7〉뿐이었고, 또한 〈Billy〉를 여러 곡 녹음했으며, 〈Under Turkey〉, 〈Billy Surrenders〉, 〈And He's Killed Me Too〉, 〈Goodbye Holly〉 그리고 〈Pecos Blues〉를 삭제했다. 다음 달, 딜런은 캘리포니아주 버뱅크의 버뱅크 스튜디오에서 이틀을 녹음했다. 이 음반의 나머지 곡들은 녹음되었고, 〈Sweet Amarillo〉와 〈Rock Me Mama〉도 나왔다.

## 곡 목록
모든 곡들은 밥 딜런에 의해 작사/작곡하였다.
| #  | 제목                                    | 재생 시간 |
| -- | --------------------------------------- | --------- |
| 1. | 〈Main Title Theme (Billy)〉            | 6:07      |
| 2. | 〈Cantina Theme (Workin' for the Law)〉 | 2:57      |
| 3. | 〈Billy 1〉                             | 3:57      |
| 4. | 〈Bunkhouse Theme〉                     | 2:17      |
| 5. | 〈River Theme〉                         | 1:30      |

| #  | 제목                          | 재생 시간 |
| -- | ----------------------------- | --------- |
| 1. | 〈Turkey Chase〉              | 3:34      |
| 2. | 〈Knockin' on Heaven's Door〉 | 2:32      |
| 3. | 〈Final Theme〉               | 5:23      |
| 4. | 〈Billy 4〉                   | 5:04      |
| 5. | 〈Billy 7〉                   | 2:10      |